# Zhang Peimeng
Zhang Peimeng (chiń. 张培萌; ur. 13 marca 1987 w Pekinie) – chiński lekkoatleta, sprinter.

## Osiągnięcia
- 2 medale Uniwersjady (Bangkok 2007), srebro na 100 metrów oraz brąz w sztafecie 4 x 100 m
- dwa medale mistrzostw Azji (Guangdong 2009, złoto w biegu na 100 metrów oraz srebro w sztafecie 4 x 100 m)
- brąz w sztafecie 4 × 100 metrów podczas igrzysk Azji Wschodniej (Tiencin 2013)
- złoto w sztafecie 4 × 100 metrów podczas igrzysk azjatyckich (Inczon 2014)
- złoto w sztafecie 4 x 100 metrów oraz srebro w biegu na 100 metrów podczas mistrzostw Azji (Wuhan 2015)
- srebro mistrzostwa świata (sztafeta 4 × 100 metrów Pekin 2015)
- 3. miejsce podczas IAAF World Relays (sztafeta 4 × 100 metrów, Nassau 2017)

W 2008 Peimeng reprezentował Chiny na igrzyskach olimpijskich w Pekinie. Indywidualnie odpadł w eliminacjach na 200 metrów, zaś w sztafecie 4 x 100 metrów, razem z kolegami z chińskiej reprezentacji awansował do finału, gdzie jednak sztafeta gospodarzy została zdyskwalifikowana (sklasyfikowano ją ostatecznie na 8. pozycji). Podczas igrzysk olimpijskich w Rio de Janeiro w 2016 chińska sztafeta z zawodnikiem w składzie zajęła 4. miejsce w biegu finałowym.
Medalista mistrzostw kraju oraz Chińskiej Olimpiady Narodowej.

## Rekordy życiowe
- bieg na 60 metrów (hala) – 6,58 (2013)
- bieg na 100 metrów – 10,00 (2013) były rekord Chin
- bieg na 200 metrów – 20,47 (2013) były rekord Chin
- bieg na 200 metrów (hala) – 20,75 (2013) rekord Chin

Wielokrotny rekordzista kraju w sztafecie 4 x 100 metrów.